# Prometheus (pomnik przyrody)
Prometheus – okaz sosny długowiecznej (Pinus longaeva D.K. Bailey), rosnący do 1964 roku na terenie obecnego Parku Narodowego Wielkiej Kotliny w Nevadzie. Drzewo zostało ścięte za zgodą Służby Leśnej Stanów Zjednoczonych przez studenta geografii prowadzącego badania na tym terenie. Zliczono wówczas 4844 pierścieni i niektóre późniejsze źródła potwierdzają ten wiek. Metodami dendrochronologicznymi jego wiek został określony na 4862 lata.

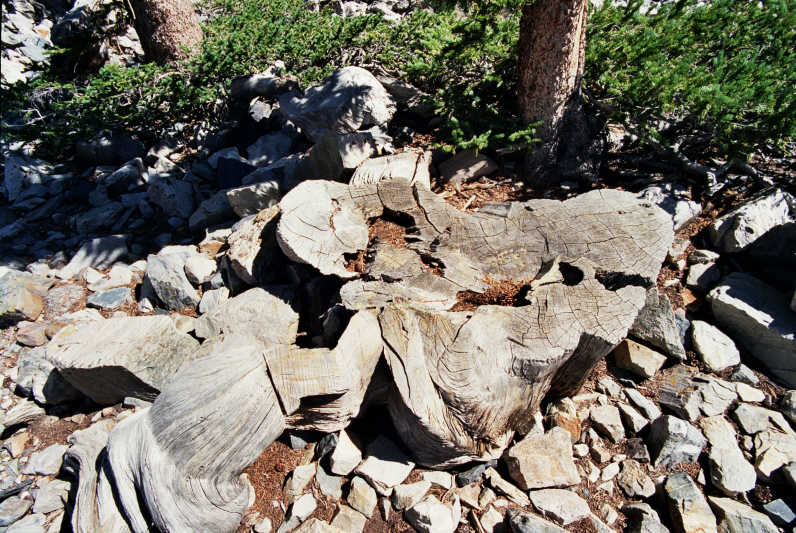
Pieniek pozostały po ścięciu drzewa

 Według stanu wiedzy w tamtym czasie, był to najstarszy żywy organizm na Ziemi, starszy niż znaleziony wcześniej inny okaz sosny długowiecznej „Methuselah”, rosnący w Górach Białych w Kalifornii. Starszy od obu tych okazów jest, odkryty pod koniec lat 50. XX w., a datowany w 2012 roku, nienazwany żyjący okaz z Gór Białych, którego wiek przekracza 5 tys. lat. Plasuje to „Prometheusa” na trzecim miejscu, jeżeli przyjąć jego wiek w chwili ścięcia jako 4844 lata.